# Anche se il mondo finisse domani - The Relative Worlds
Anche se il mondo finisse domani - The Relative Worlds (あした世界が終わるとしても Ashita sekai ga owaru to shite mo) è un film d'animazione del 2018 realizzato in computer grafica, diretto da Yūhei Sakuragi e prodotto da Craftar Studios.

## Trama
Shin Hazama e Kotori Izumi sono due liceali amici fin dall'infanzia. Kotori è molto protettiva nei confronti di Shin, il quale ha perduto la mamma in tenera età senza aver mai saputo il motivo della sua morte. Il padre di Shin, che lavora presso l'azienda del padre di Kotori, è molto assente e non rientra quasi mai a casa, trascurando del tutto il figlio. Egli si giustifica con Shin dicendogli che è molto occupato al lavoro con una ricerca non meglio precisata.
Improvvisamente, il padre di Shin muore, anche stavolta senza che se ne conoscano bene le cause. Al funerale, il padre di Kotori, Shu Izumi, rassicura Shin che non deve temere per il suo futuro e che si occuperà lui dei suoi bisogni quotidiani. Shu si scusa inoltre per aver chiesto troppo al padre di Shin e Shin si convince che la morte del padre sia da collegare allo stress da lavoro, ma che in fin dei conti è stata una sua scelta.
Kotori è sempre più preoccupata per Shin, ora orfano anche del padre e sempre più taciturno. Nella strada di ritorno da scuola, Shin viene fermato da uno strano individuo incappucciato che gli dice di chiamarsi Jin e che è lì per proteggerlo. Shin viene attaccato improvvisamente da Miko, un "Matic" (un'arma-robot umanoide dalle fattezze di una ragazzina poco più che adolescente) proveniente da un altro mondo. Shin riesce a sfuggire a Miko, grazie all'aiuto di Jin, con il quale si rifugia presso un edificio abbandonato.
Nell'edificio abbandonato Shin scopre che Jin è completamente identico a lui nell'aspetto fisico. Jin rivela a Shin di provenire da una dimensione parallela prodotta da un esperimento condotto alla fine della Seconda Guerra Mondiale in Giappone. L'esperimento ha replicato il mondo in cui vive Shin, ma nel Giappone di Jin vige una feroce dittatura guidata dalla Principessa Kotoko: il Principato del Giappone. Il mondo di Jin e quello di Shin, seppur opposti negli sviluppi politici, sono abitati però dalle stesse identiche persone, legate così a un medesimo destino secondo la cosiddetta "regola dei due mondi".
Shin scopre che sia sua madre che suo padre sono morti perché anche le loro controparti nel Principato del Giappone sono morti. Jin spiega che i suoi genitori sono stati giustiziati dalla Principessa Kotoko (che altri non è che la controparte di Kotori) e che pertanto le morti improvvise dei genitori di Shin sono la diretta conseguenza di quelle due esecuzioni. Jin è giunto nel mondo di Shin per uccidere Kotori ed eliminare così, nel suo mondo, la Principessa Kotoko, per vendicare i suoi genitori.
Miko conduce Kotori nell'edificio abbandonato e dopo una breve colluttazione con Yūri, un robot umanoide legato a Jin, Miko effettua un "fix", connettendosi così a Kotori, scoprendo così i sentimenti di quest'ultima nei confronti di Shin.
Miko rinuncia così ad uccidere Jin, per tenere in vita Shin. Miko, Shin e Kotori si ritrovano a casa di Shin per riprendersi dai combattimenti. Shin spiega a Kotori che Jin è venuto dall'altro mondo per ucciderla, al fine di eliminare Kotoko e che Miko è stata inviata a sua volta dalla Principessa Kotoko per proteggerla.
Shin scopre che alcuni recenti efferati omicidi avvenuti in Giappone, le cosiddette "stragi dei passanti", sono opera di killer inviati dall'altro mondo. Con l'aiuto di Miko, Shin scopre infatti che le vittime sono le controparti di importanti funzionari del Principato del Giappone.
Di notte, Jin si presenta sotto casa di Shin, ma chiede una tregua. Passeggiando per strada, Shin e Jin fanno la conoscenza di Riko, sorella di Miko, inviata dalla principessa Kotoko in Giappone per uccidere le controparti dei dignitari del Principato del Giappone. Miko e Riko spiegano che entrambe sono state costruite in gran segreto per volontà della Principessa Kotoko per far fuori i dignitari del Principato, ovvero i veri detentori del potere che obbligano la Principessa a compiere ogni genere di efferatezza, compresa quella di uccidere i genitori di Jin.
Nel Principato del Giappone, intanto, i dignitari scoprono le trame della Principessa Kotoko, che viene giustiziata. Così, in Giappone, Kotori perde immediatamente la vita, tra le braccia di Shin. Riko, rientrata di corsa nel Principato per cercare di fermare l'esecuzione, viene invece nominata Principessa, divenendo così il nuovo fantoccio dei dignitari.
Shin, Miko e Jin si recano da Shu dopo il funerale della figlia, spiegandogli quanto accaduto. I ragazzi scoprono che Shu era al corrente dell'esistenza dell'altro mondo e Shin viene a sapere che dopo la morte di sua madre, suo padre si era da sempre operato per studiare un modo per separare i due mondi.
Nel Principato del Giappone, i dignitari effettuano un fix su Riko, che si trasforma in una spietata sanguinaria e scatena una guerra in Giappone inviando nel mondo di Shin soldati robot umanoidi privi di emozioni. Solo Shin, Miko e Jin sono in grado di far fronte al nemico, anche se l'eliminazione di tutti i soldati di Riko non basta. Riko fa esplodere infatti un ordigno atomico nel suo Principato, uccidendo così migliaia di persone anche in Giappone. Shin, Miko e Jin vengono così inviati con la tecnologia a disposizione di Shu nel Principato del Giappone, armati di pistole speciali fornite dall'azienda di Shu. Nel Principato del Giappone, i tre riescono a sconfiggere la Principessa Riko e con l'aiuto di Miko separano finalmente i due mondi.
Tornato in Giappone, ma in un tempo apparentemente passato rispetto alla separazione dei due mondi, Shin, riesce finalmente a dichiararsi a Kotori.

## Colonna sonora
Il film è accompagnato da un pezzo della cantautrice giapponese Aimyon, Ra, no hanashi.

## Riconoscimenti
- 2019 - Festival internazionale del film d'animazione di Annecy
  - Selezione ufficiale - Film lungometraggio[3][4]